# Platycis pusilla
Platycis pusilla là một loài bọ cánh cứng trong họ Lycidae. Loài này được Gmelin miêu tả khoa học năm 1790.